# Galej Dinmuchamiedow
Galej Afzaletdinowicz Dinmuchamedow (ros. Галей Афзалетдинович Динмухамедов; ur. 1892 we wsi Nowo-Ibrajkino w guberni kazańskiej, zm. 20 sierpnia 1951 w Kazaniu) – przewodniczący Prezydium Rady Najwyższej Tatarskiej ASRR (1938–1951).
W latach 1916–1918 służył w rosyjskiej armii, a 1918–1920 w Armii Czerwonej. Od 1920 członek partii komunistycznej, W 1920–1923 funkcjonariusz partyjny w Jakucku, od 1923 sekretarz sekcji tatarskiej i kierownik Pododdziału Mniejszości Narodowych Tomskiego Gubernialnego Oddziału Edukacji Narodowej, później przewodniczący Rady Oświaty Mniejszości Narodowych przy tym oddziale. Od 1926 do marca 1930 sekretarz odpowiedzialny Centralnego Biura Sekcji Tatarsko-Baszkirskich przy Wydziale Agitacyjno-Propagandowym KC WKP(b), 1929–1931 słuchacz kursów marksizmu-leninizmu przy KC WKP(b), 1931–1932 kierownik Wydziału Agitacji Masowej Baszkirskiego Komitetu Obwodowego WKP(b), od 1932 członek Kolegium Partyjnego tego komitetu, do 1934 przewodniczący Baszkirskiej Obwodowej Komisji Kontrolnej WKP(b) i ludowy komisarz inspekcji robotniczo-chłopskiej Baszkirskiej ASRR. Od maja 1935 do sierpnia 1936 członek Kolegium Partyjnego Omskiego Komitetu Obwodowego WKP(b), od września 1936 do września 1937 członek Kolegium Partyjnego Tatarskiego Komitetu Obwodowego WKP(b), od września 1937 do 26 lipca 1938 p.o. przewodniczącego Centralnego Komitetu Wykonawczego (CIK) Tatarskiej ASRR, od lipca 1938 do śmierci przewodniczący Prezydium Rady Najwyższej Tatarskiej ASRR.
Odznaczony trzema Orderami Lenina.